# Paul Erman
Paul Erman (Berlim, 29 de fevereiro de 1764 — Berlim, 11 de outubro de 1851) foi um físico alemão.

## Família Erman
A família Erman é originária de Mulhouse, na Alsácia e era originalmente chamada Ermendinger. O bisavô de Paul mudou o nome para Erman quando se mudou para Genebra, na Suíça. Seu pai foi o teólogo protestante e historiador Jean-Pierre Erman (1735–1814), autor de Histoire des réfugiés. Paul Erman casou-se com Caroline Hitzig (1784–1848), neta de Daniel Itzig, irmã de Julius Eduard Hitzig e cunhada de Nathan Mendelssohn. Seu filho Georg Adolf Erman (1806–1877) trabalhou em Berlim como físico. Seus netos foram: o bibliotecário William Erman (1850–1932), o egiptólogo Adolf Erman (1854–1937) e o jurista Heinrich Erman (1857–1940). O jurista e escritor dos “Comentários Erman” sobre o Código Civil alemão, Walter Erman, foi seu bisneto.

## Biografia
Paul Erman, nasceu em Berlim em 29 de fevereiro de 1764, filho de Jean-Pierre Erman, pregador da congregação huguenote, diretor do Französisches Gymnasium (Collége français) e membro de longa data da classe filosófica da Academia, e de sua esposa Louise Lecoq (1738–1791), filha do comerciante de tabaco Paul Lecoq (1703–1769) e Anne Jordan (1711–1739), irmã de Charles Étienne Jordan. Como sua língua materna, sua educação foi predominantemente francesa e recebeu uma orientação ética e filosófica conforme as visões dos círculos aos quais sua família pertencia.
Destinado a ser pregador e já avançado no limiar desta profissão, absteve-se do exame. Erman estava interessado em ciências naturais e aos 18 anos assumiu um cargo de professor de história natural no Französisches Gymnasium de Berlim, onde deveu sua educação clássica (ele nunca foi à universidade) e onde seu pai havia ensinado anteriormente. Em 1791 foi nomeado professor de física na Escola Geral de Guerra.
Quando a Universidade de Berlim foi fundada em 1809, ele recebeu uma cátedra de física nesta universidade, que ocupou até sua morte. Em 1806 tornou-se membro da Academia de Ciências da Prússia e entre 1810 e 1841 foi secretário da classe matemática e científica da academia. Em 1819 foi eleito membro da Academia Leopoldina.

## Contribuições
Em particular, Erman trabalhou em problemas de eletricidade, magnetismo, higrologia, óptica e fisiologia, onde fez importantes contribuições. É verdade que ele não publicou nenhuma de suas próprias investigações até os quase 40 anos e apenas publicou trabalhos inacabados nos memorandos da Academia e nos Annalen der Physik de Ludwig Gilbert e Annalen der Physik und Chemie de Poggendorff em numerosos tratados. Entre outras coisas, tratou dos efeitos da pilha voltaica desenvolvida na época.
Foi o primeiro a observar fenômenos eletroscópicos em um condutor úmido fechando a coluna, demonstrando a capacidade da terra e da água de conduzir corrente galvânica. Em 1806, sua descoberta da condução unipolar de chamas e do sabão recebeu o Prêmio Galvânico de 3 mil francos oferecido por Napoleão Bonaparte pela classe de físico-matemático do Instituto Nacional francês. Erman é um dos primeiros pesquisadores no campo dos fenômenos eletroquímicos do movimento. A óptica, a termodinâmica e a física da Terra também lhe devem importantes contribuições. Erman era um oponente da filosofia natural e um defensor da pesquisa sóbria e empírica.